# Seattle Aquarium
Koordinaten: 47° 36′ 26,6″ N, 122° 20′ 34,7″ W

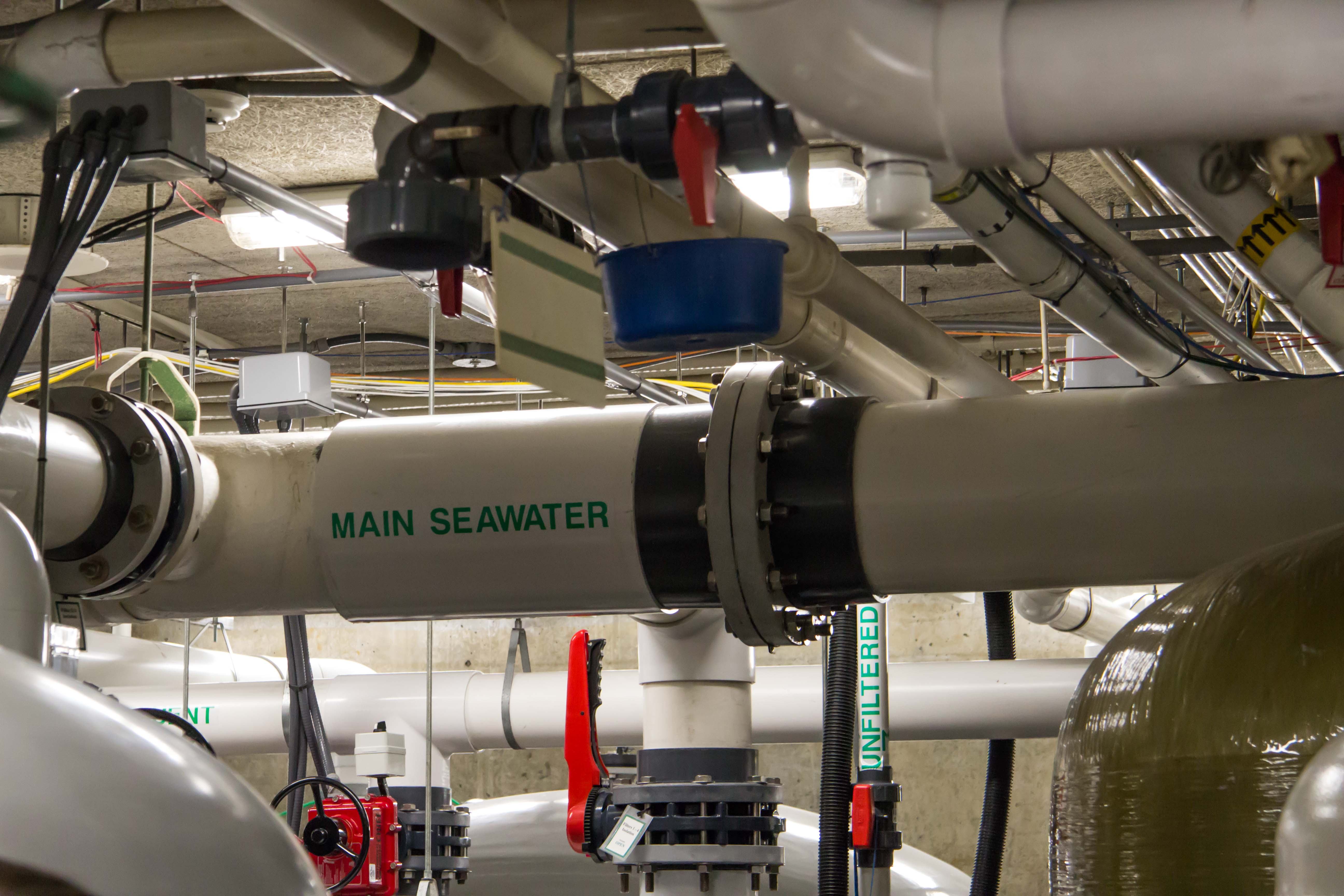
Rohrleitungssystem unter dem Aquarium

Das Seattle Aquarium ist ein Schauaquarium im Hafen von Seattle im US-Bundesstaat Washington. Es befindet sich direkt an der Elliott Bay. Das Aquarium ist bei der Association of Zoos and Aquariums (AZA) akkreditiert.

## Geschichte
Das Seattle Aquarium wurde 1977 eröffnet. Die an Pier 59 und Pier 60 befindlichen Aquariengebäude ragen bis in die Elliott Bay hinein. Das Aquarium wurde bis 2010 vom Seattle Department of Parks and Recreation geführt. Danach übernahm die Seattle Aquarium Society, eine gemeinnützige Gesellschaft, das Management. Der am 29. August 2024 eröffnete Ocean Pavilion stellte eine erhebliche Vergrößerung der Ausstellungsfläche dar.

## Anlagenkonzept und Tierbestand
Das Tiere des Seattle Aquariums sind auf drei Gebäude aufgeteilt: Pier 59, Pier 60 und Ocean Pavilion.

### Pier 59
Im Gebäude auf Pier 59 befindet sich ein 450.000 Liter Wasser fassendes Becken, das die Küstengewässer des Bundesstaates Washington nachbildet und das einheimische Meeresleben mit Lachsen, Sebastes und Seeanemonen enthält. Tauchshows finden mehrmals am Tag zur Unterhaltung der Besucher statt. Das Leben am Rande eines Meeres ist in einem Streichelbecken (Touch Pool) enthalten und ermöglicht es den Besuchern, u. a. Seesterne und Seegurken zu berühren. Ein weiteres Becken zeigt ein nachgebildetes Pazifisches Korallenriff. Ein Wellenbecken bildet die Gezeitenzone der Küste nach. Aus dem Puget Sound stammt ein Pazifischer Riesenkrake, der in einem kreisförmigen Becken gehalten wird. Dadurch ist er aus allen Winkeln für die Besucher zu sehen. Ein ringförmiges Becken mit einem Durchmesser von 3,7 Metern enthält verschiedene Quallenarten.

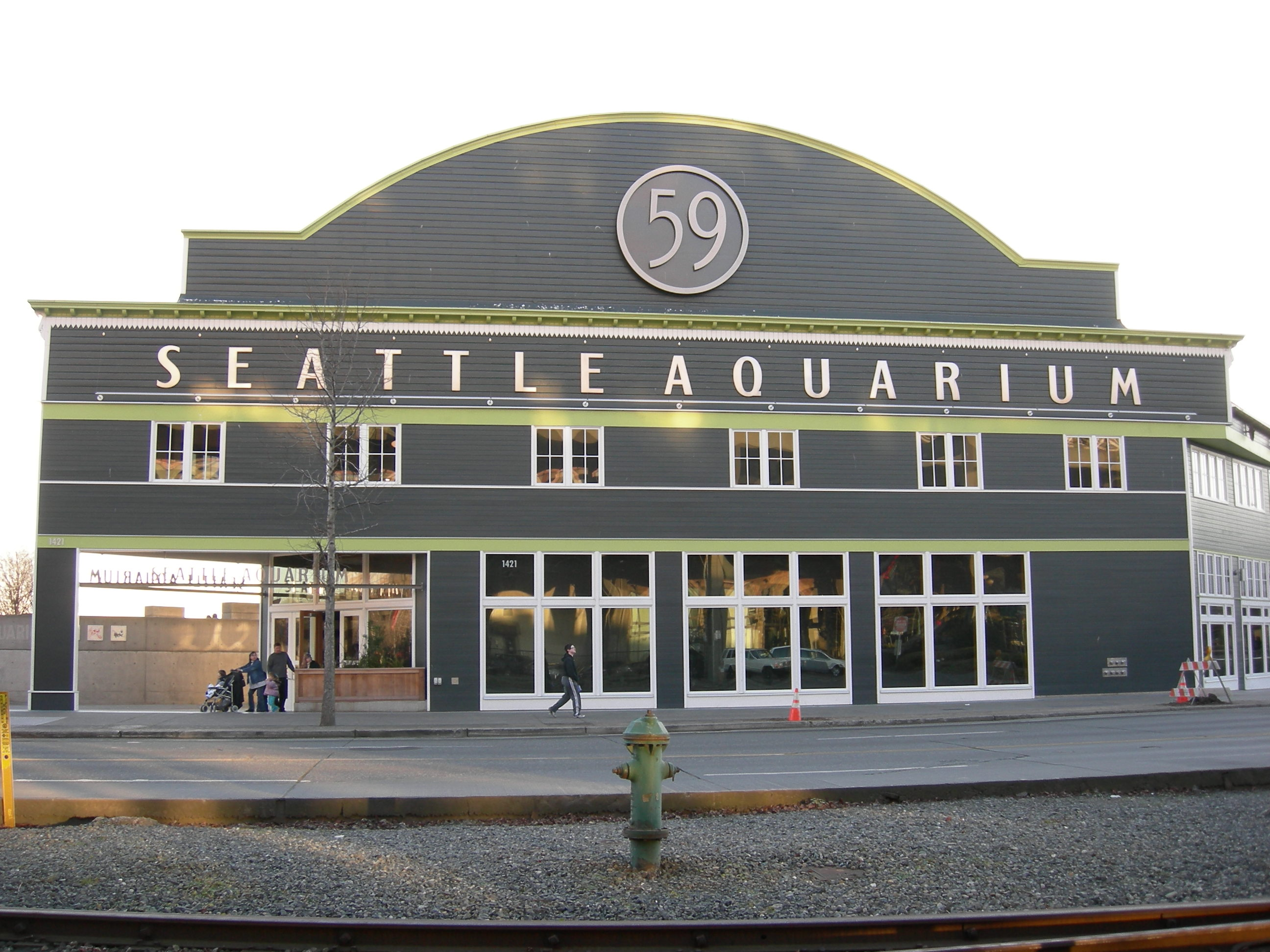
Eingang Pier 59
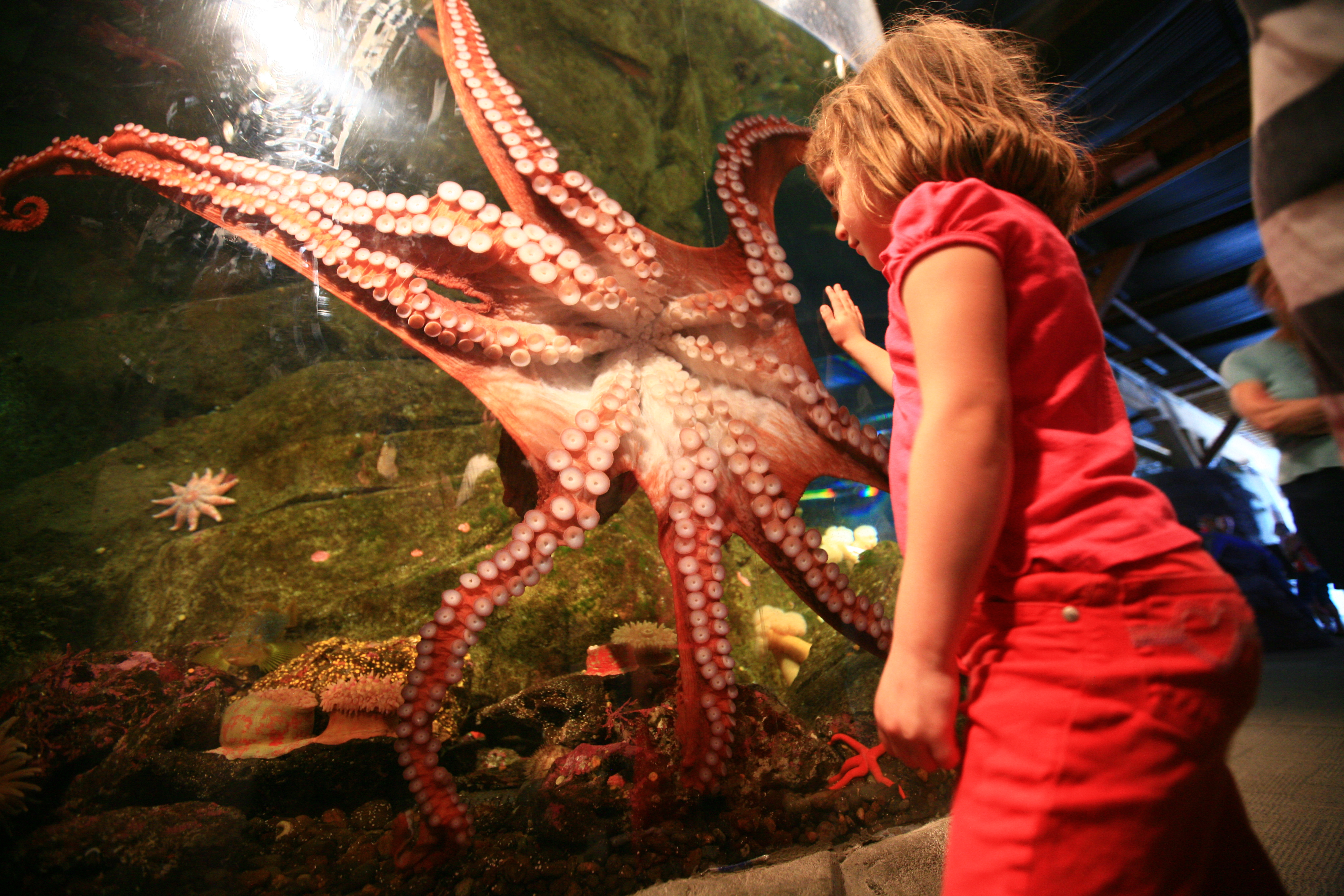
Pazifischer Riesenkrake
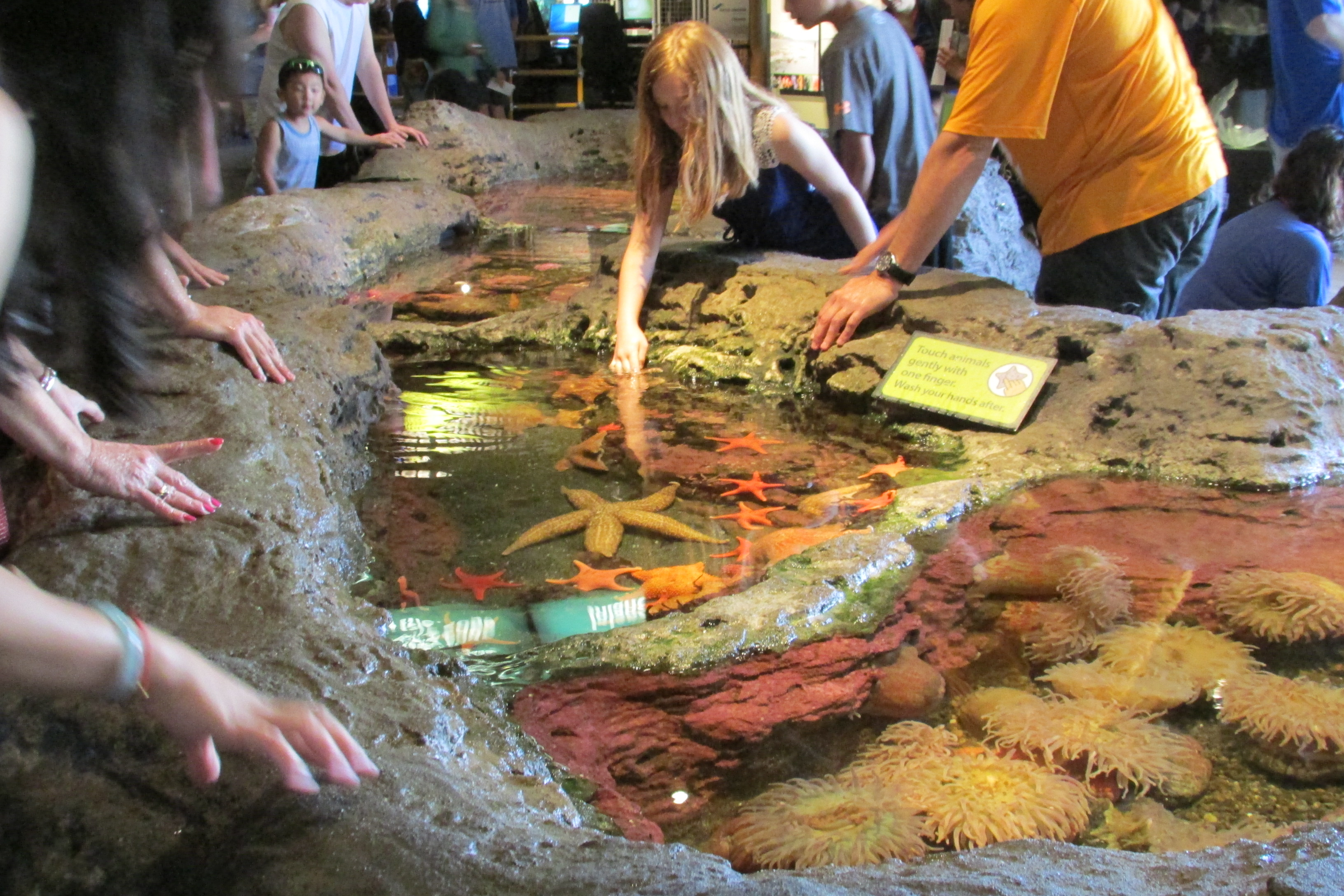
Streichelbecken (Touch Pool)
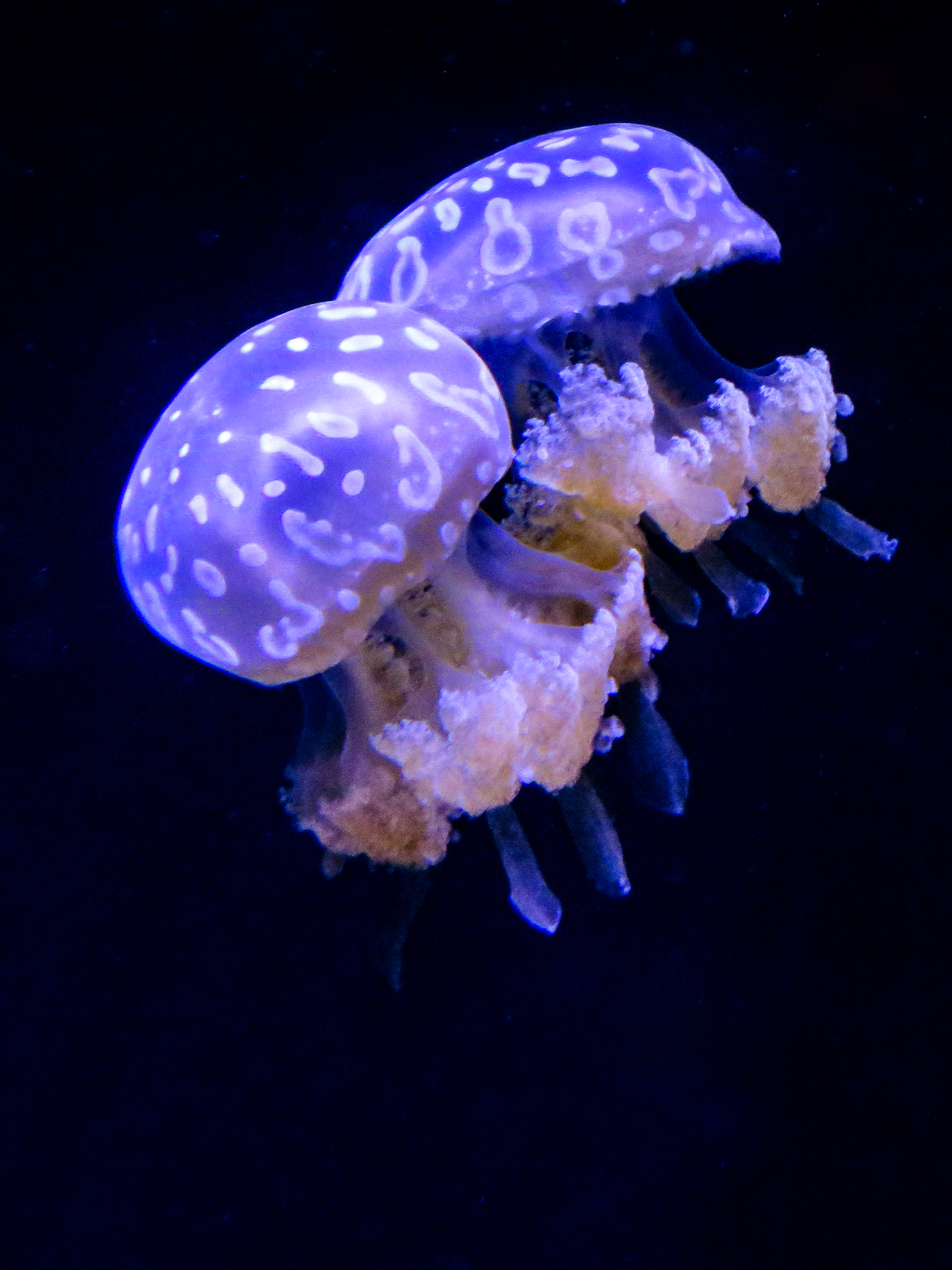
Quallen

### Pier 60
Der Mittelpunkt im Pier ist ein 1.500.000 Liter Wasser fassendes Becken, das mit einer Unterwasserkuppel ausgestattet ist. Im Becken werden viele verschiedene Fischarten gehalten, darunter Lachse, Dorsche, Sebastes, Haie und Störe. Außerdem gibt es Anlagen für Meeresvögel. Deren Lebensraum umfasst Gezeitenbecken und felsige Klippen, was die natürlichen Brutgewohnheiten dieser Küstenvögel unterstützt. Eine weitere Abteilung zeigt am Wasser lebende Säugetiere, darunter Ohrenrobben, Seeotter und Nordamerikanische Fischotter.

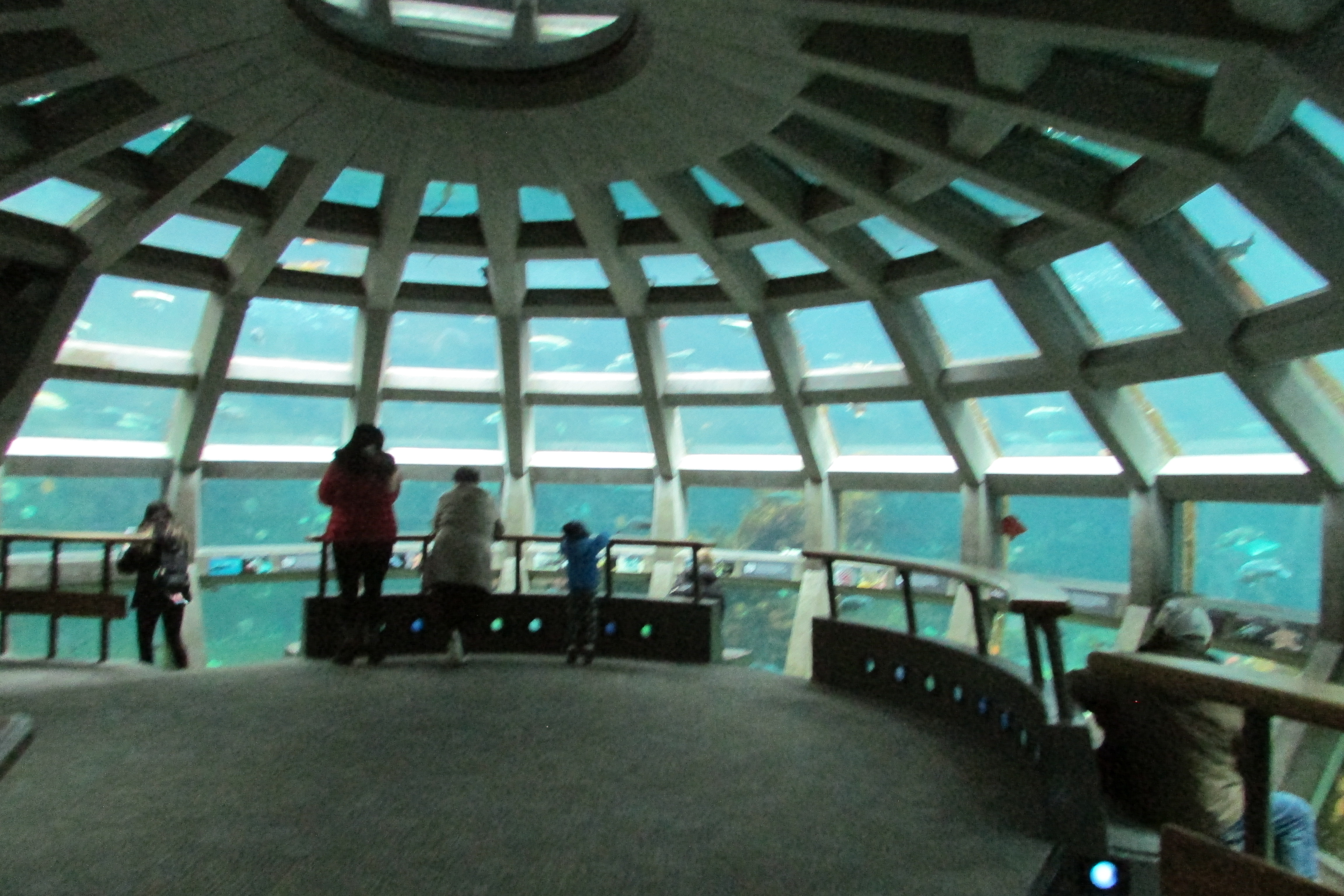
Unterwasser-Dom
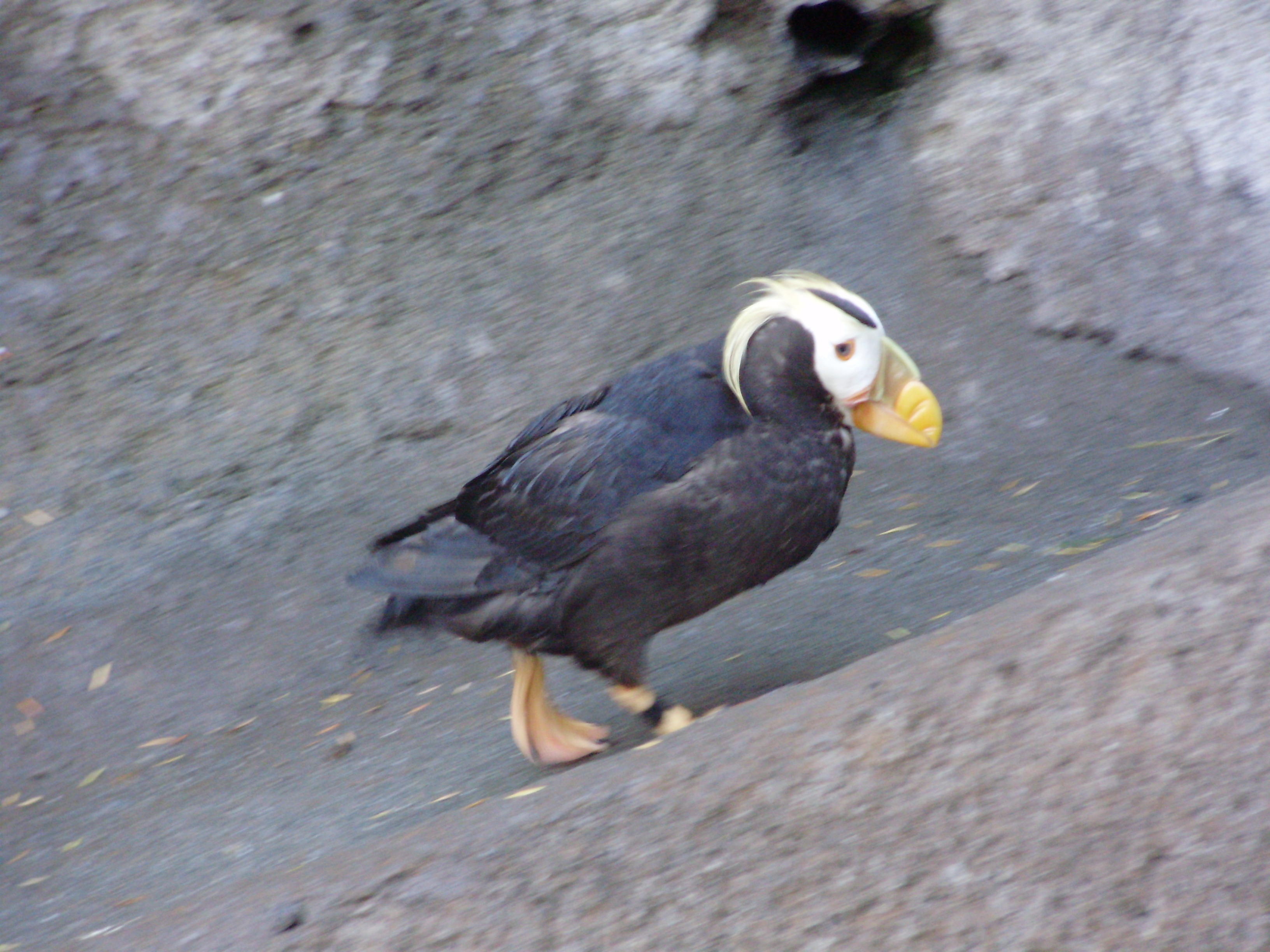
Gelbschopflund
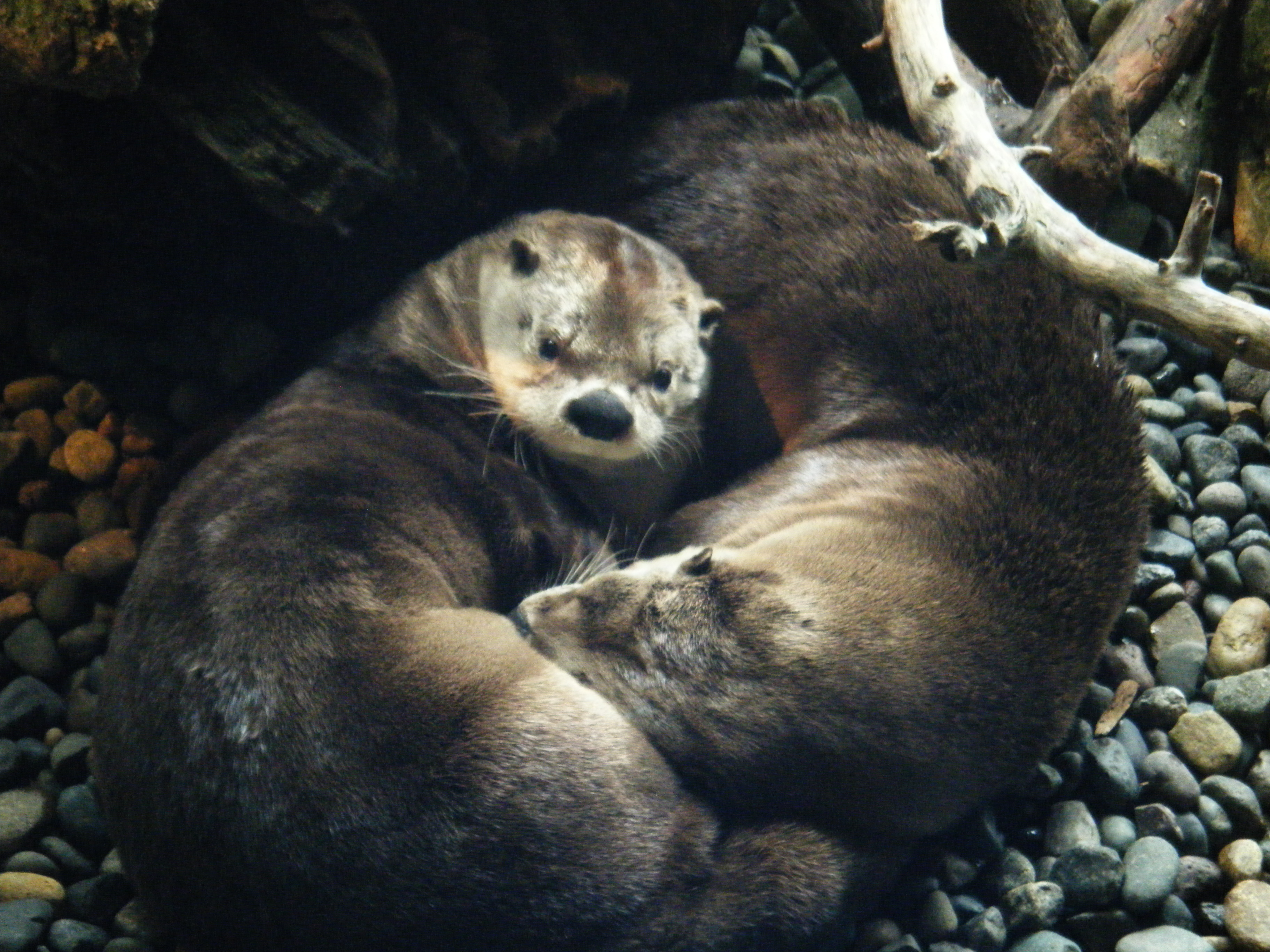
Nordamerikanische Fischotter
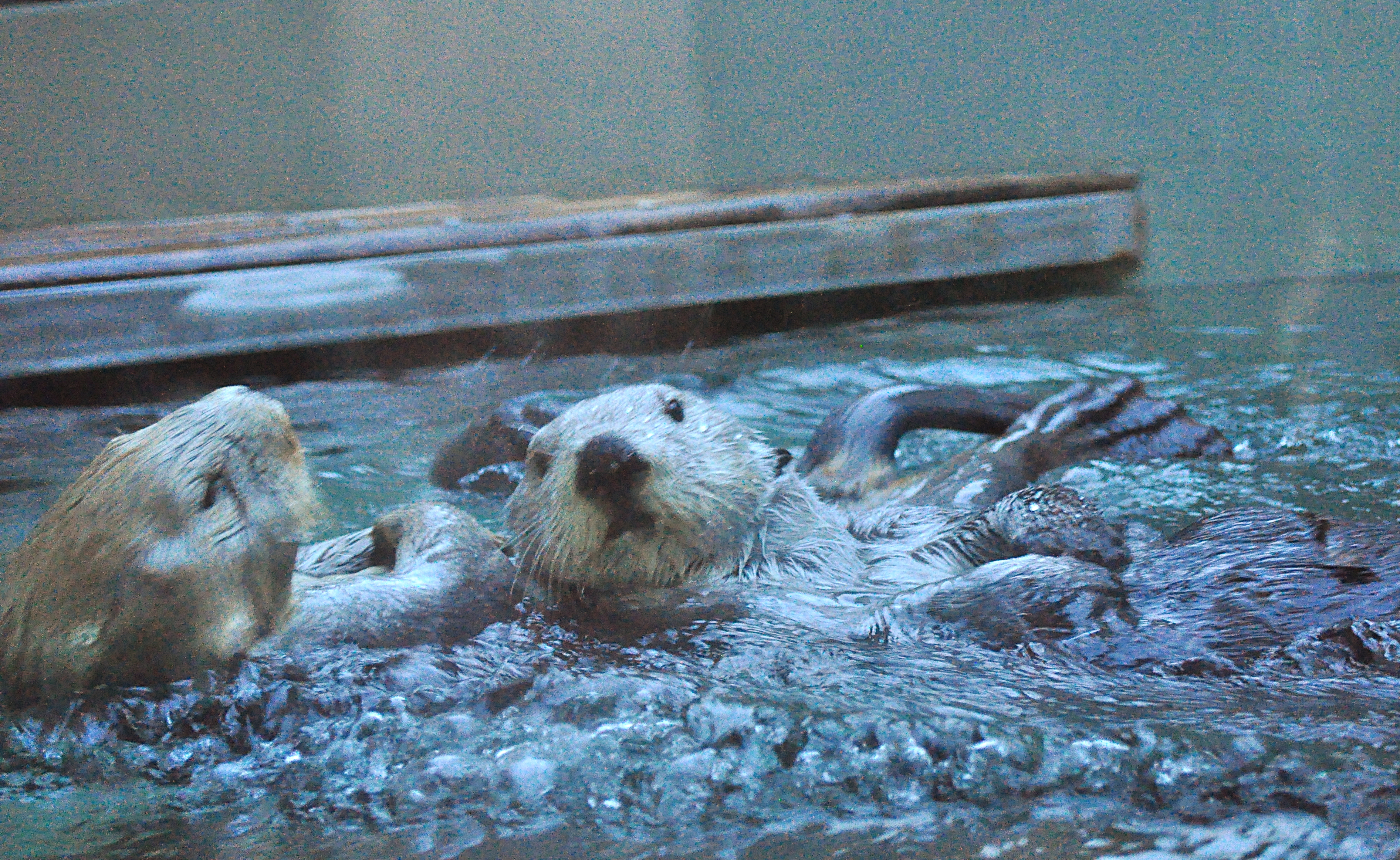
Seeotter

### Ocean Pavilion

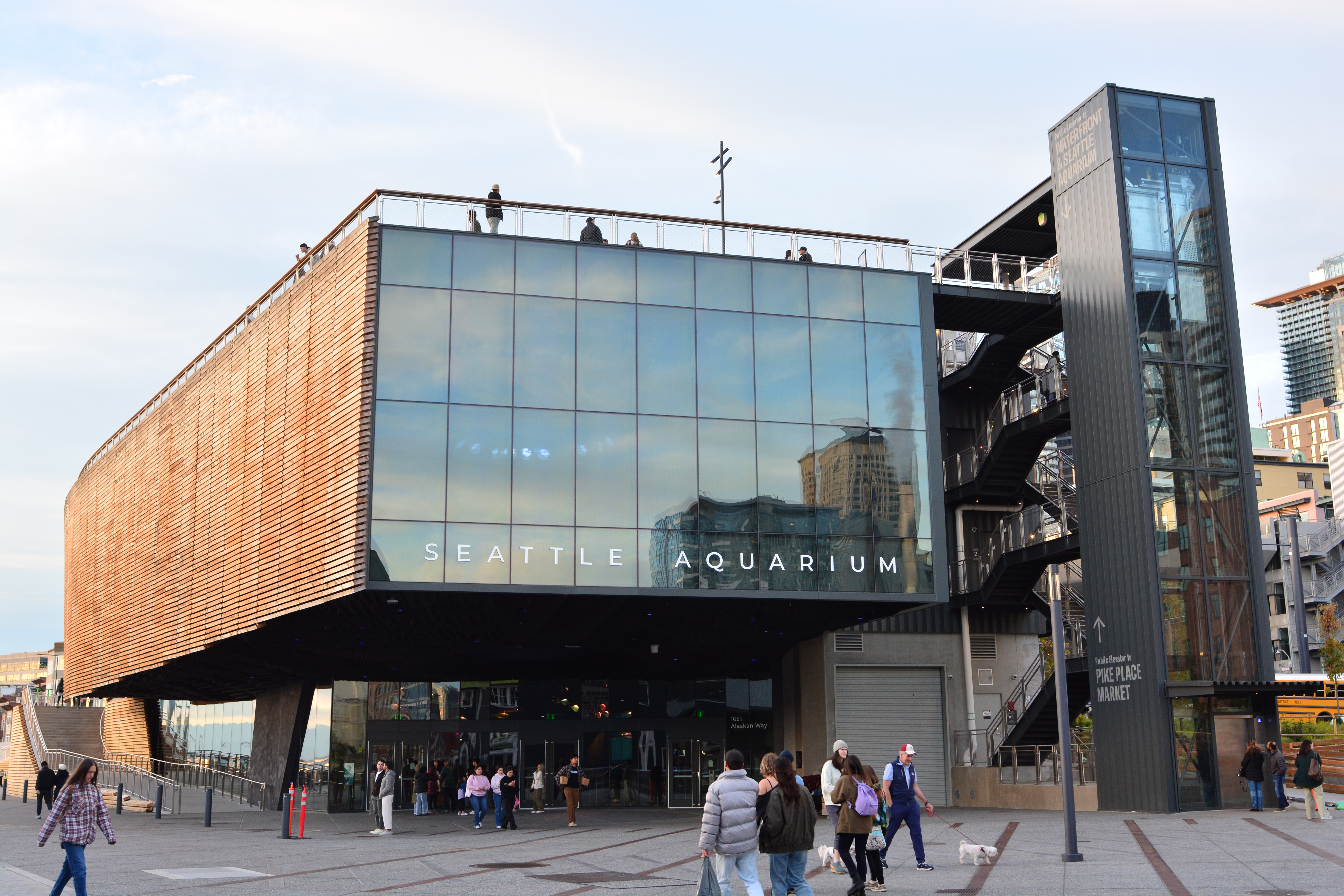
Ocean Pavilion

Der 2024 eröffnete Ocean Pavilion enthält ein 1.230.000 Liter Wasser fassendes Becken, in dem u. a. Rochen und Haie gezeigt werden. Das Gebäude befasst sich in erster Linie mit der aquatischen Tierwelt im Meergebiet des Korallendreiecks in Südostasien. Die großen Wasserbecken werden von einem aufwendigen Rohrleitungs- und Wärmeaustauscher-System versorgt, sodass stets ausreichendes Frischwasser mit der geeigneten Temperatur zur Verfügung steht. In einer anderen Abteilung wurden Mangrovenbäume angepflanzt, um die sehr spezielle Fauna eines solchen Ökosystems darzustellen.
Im Ocean Pavilion befindet sich auch eine Tierkrankenstation. Durch Fenster können die Besucher die Tierärzte bei der Arbeit beobachten.

## Arterhaltungs- und Schutzprogramme
In Ergänzung zu den öffentlichen Ausstellungen ist das Aquarium an zahlreichen  Naturschutzprogrammen beteiligt, darunter die Zucht und Rehabilitation gefährdeter Arten sowie wissenschaftliche Forschungen zu Fragen des Klimaschutzes und der Meeresbiologie.  Dabei konzentrieren sich die Naturschutzinitiativen des Aquariums auf zwei geografische Regionen: die Salish Sea mit Washingtons Küstengewässern sowie das Meergebiet um das Korallendreieck in Südostasien. Ein spezielles Programm befasst sich mit der Wiederansiedlung der zu den Seeohren zählenden Haliotis kamtschatkana. Nachdem 2017 festgestellt wurde, dass 97 % der Populationen um die San Juan Island verschwunden waren, begann das Aquarium damit, die Art nachzuzüchten und in ihren ursprünglichen Lebensräumen wieder auszuwildern.
In einem separaten Rehabilitationszentrum des Aquariums werden aufgefundene verletzte Tiere, in erster Linie Meeresschildkröten gepflegt und nach Gesundung wieder in die Freiheit entlassen.

## Galerie
Die nachfolgende Bildauswahl zeigt einige Tiere aus dem Bestand des Seattle Aquariums:

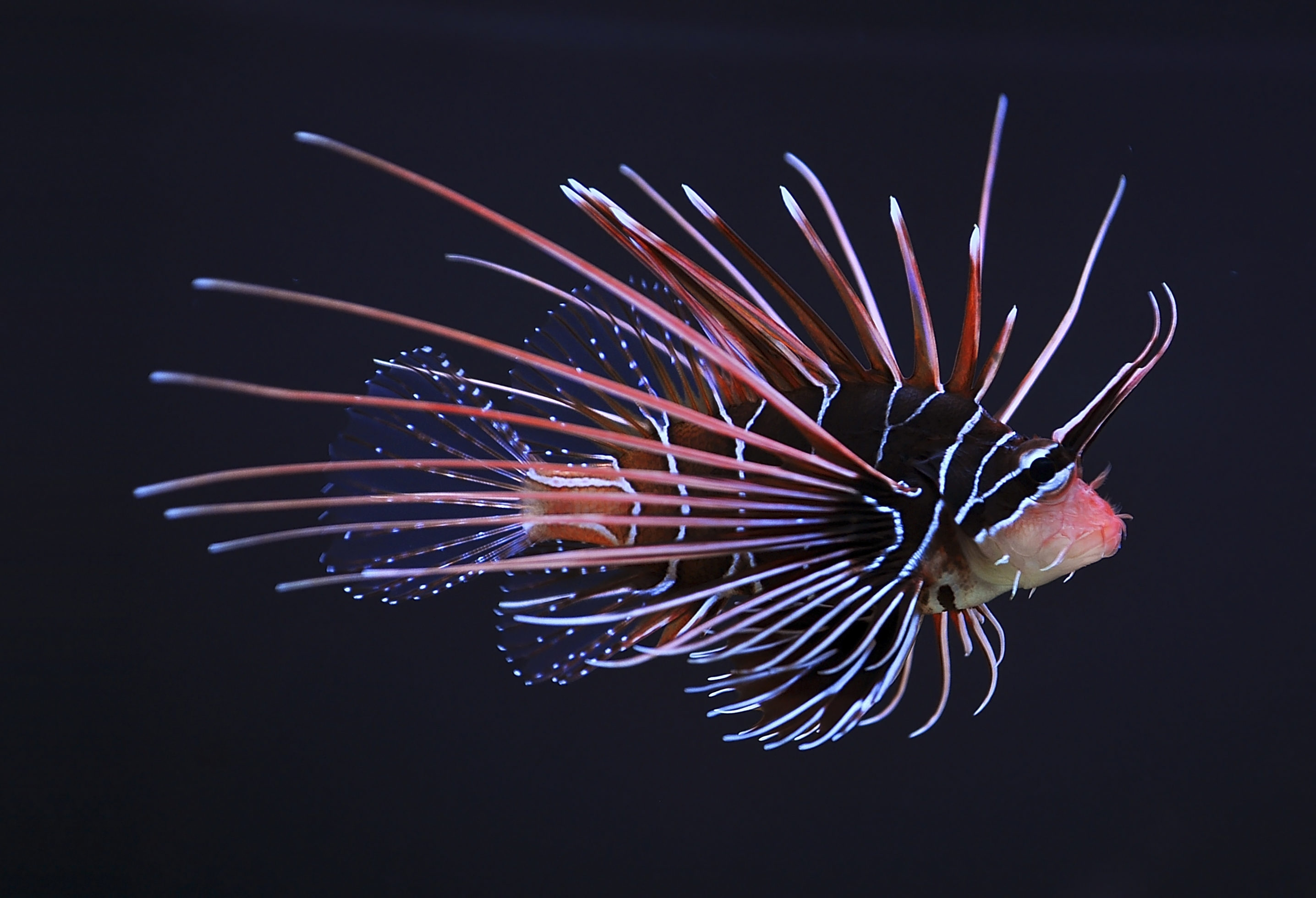
Strahlenfeuerfisch
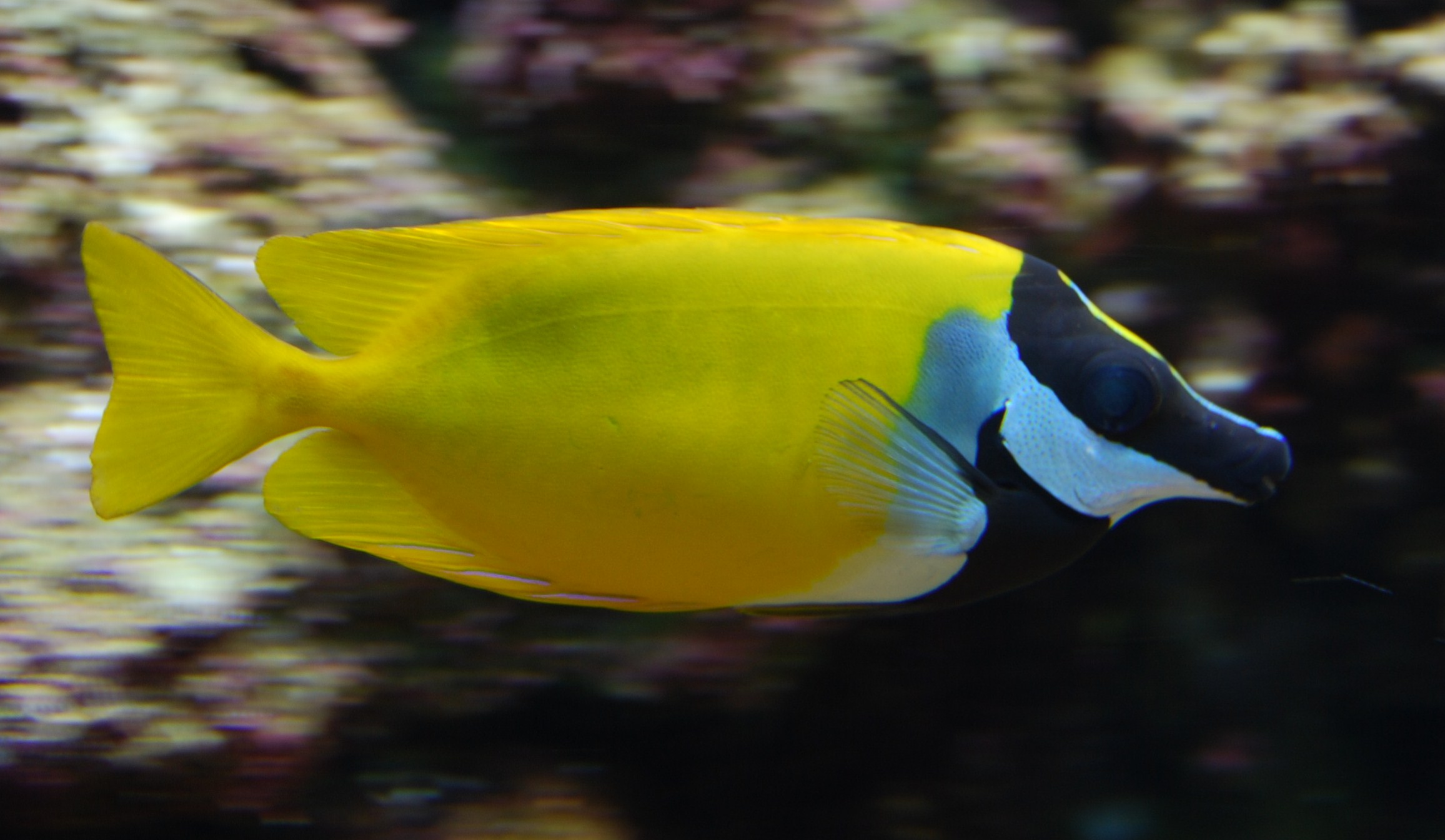
Fuchsgesicht
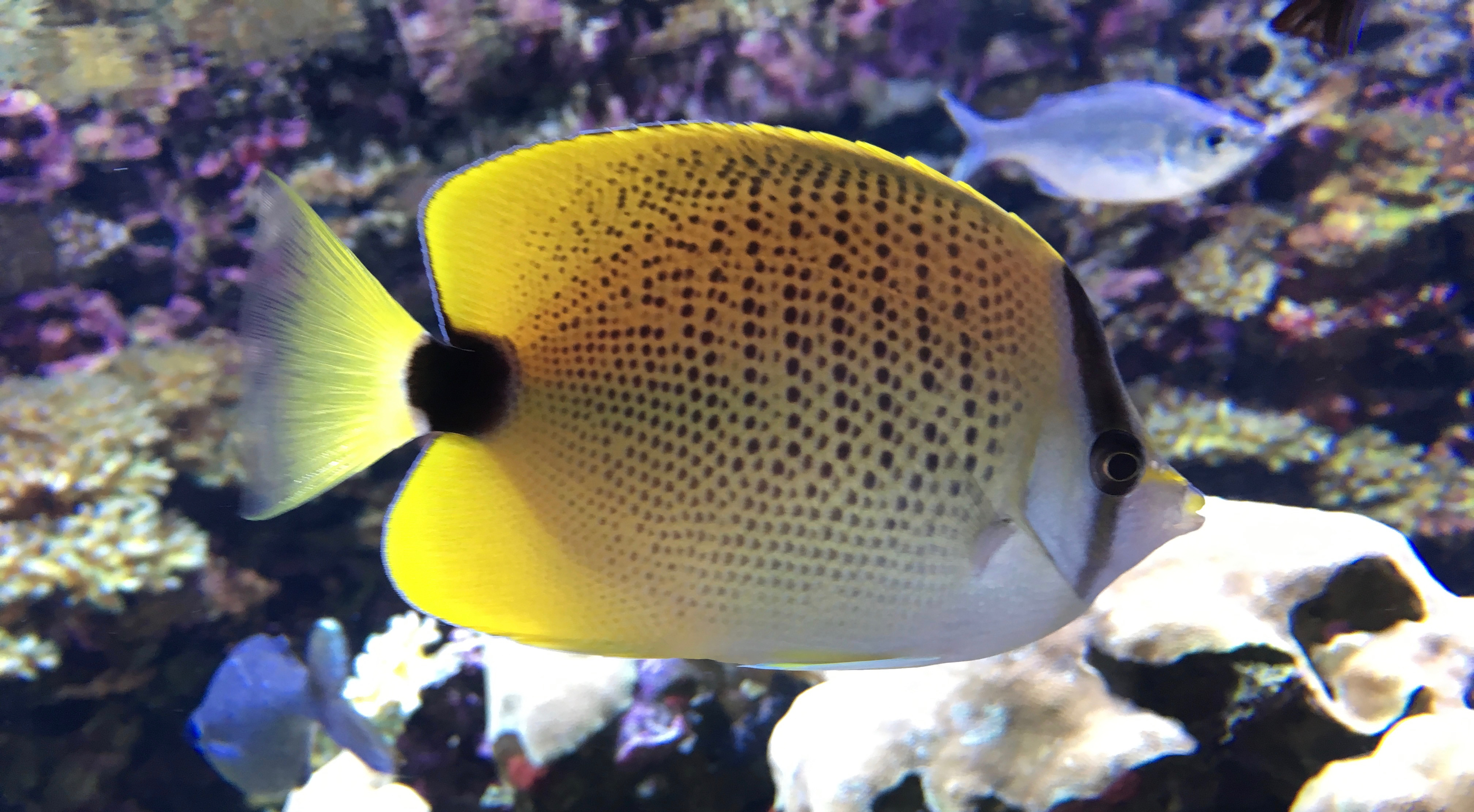
Zitronen-Falterfisch
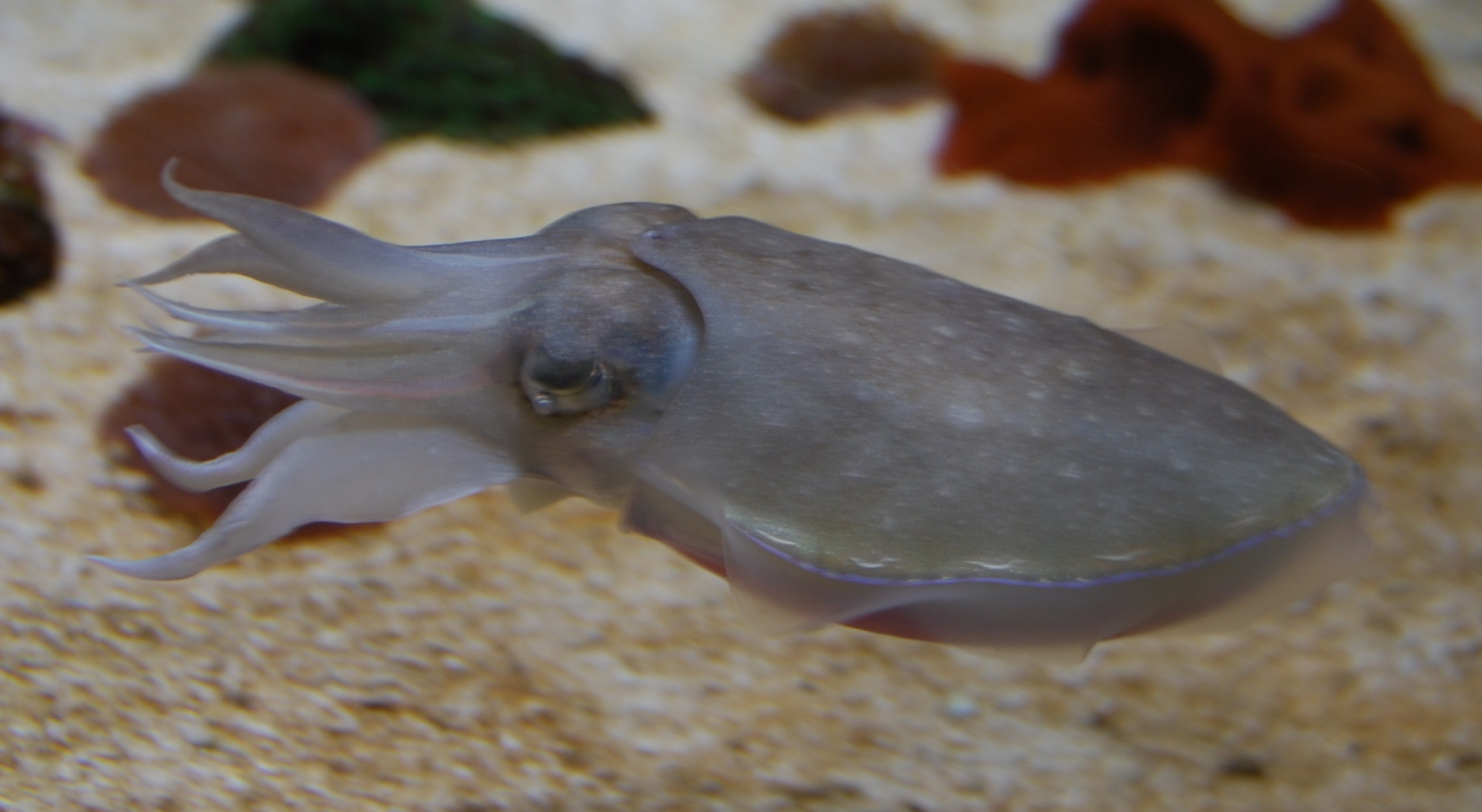
Sepia
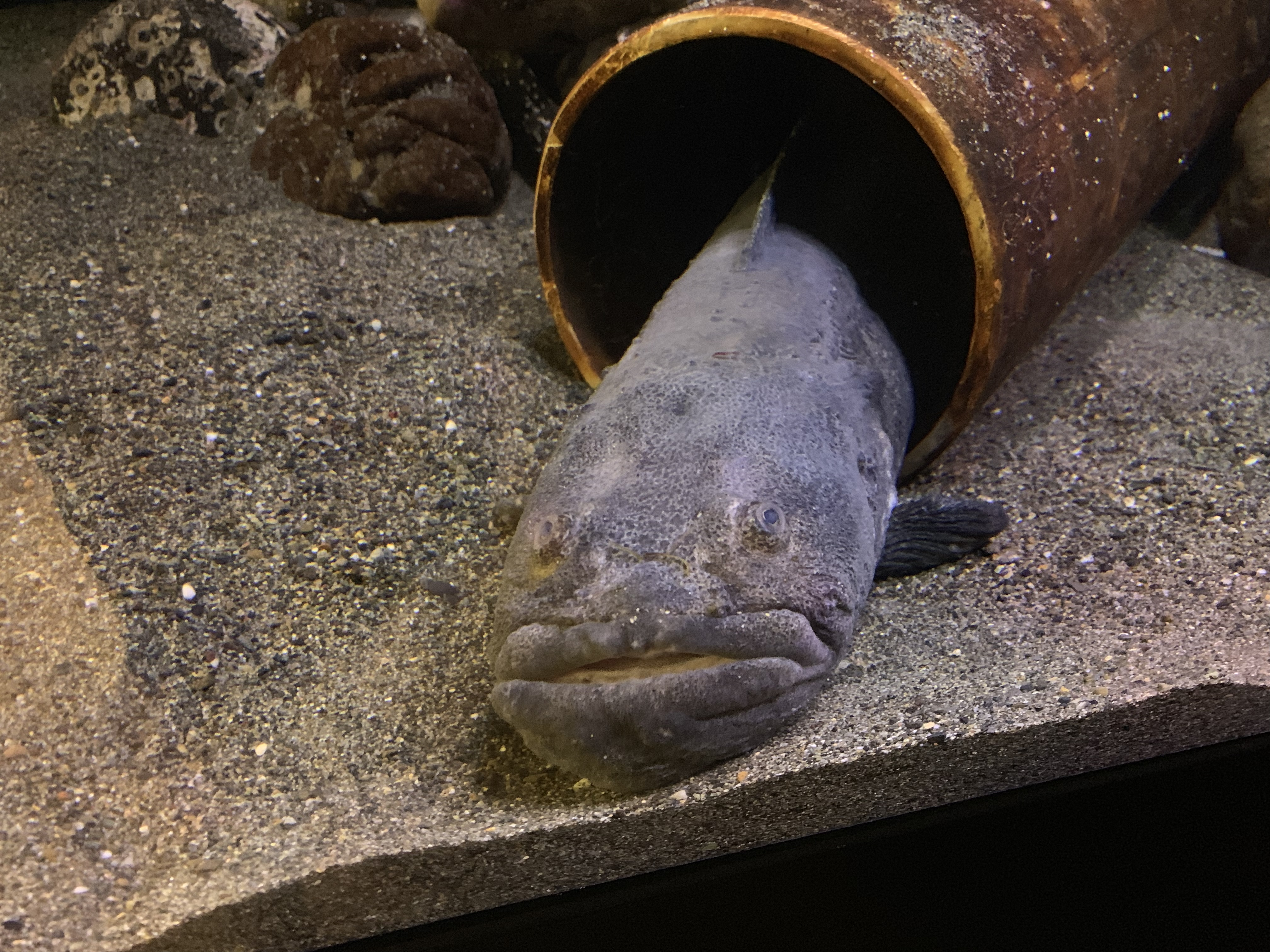
Cryptacanthodes giganteus